# Sukorady (district de Jičín)
Pour les articles homonymes, voir Sukorady.
Sukorady (en allemand : Sukorad) est une commune du district de Jičín, dans la région de Hradec Králové, en Tchéquie. Sa population s'élevait à 224 habitants en 2022.

## Géographie
Sukorady se trouve à 6 km au sud-ouest du centre de Hořice, à 20 km au sud-est de Jičín, à 22 km au nord-ouest de Hradec Králové et à 87 km à l’est-nord-est de Prague.
La commune est limitée par Lískovice au nord-ouest, par Bašnice au nord et à l'est, par Bříšťany et Petrovičky au sud-est, par Petrovice au sud, et par Myštěves au sud-ouest.

## Histoire
La première mention écrite de la localité date de 1382.

## Galerie

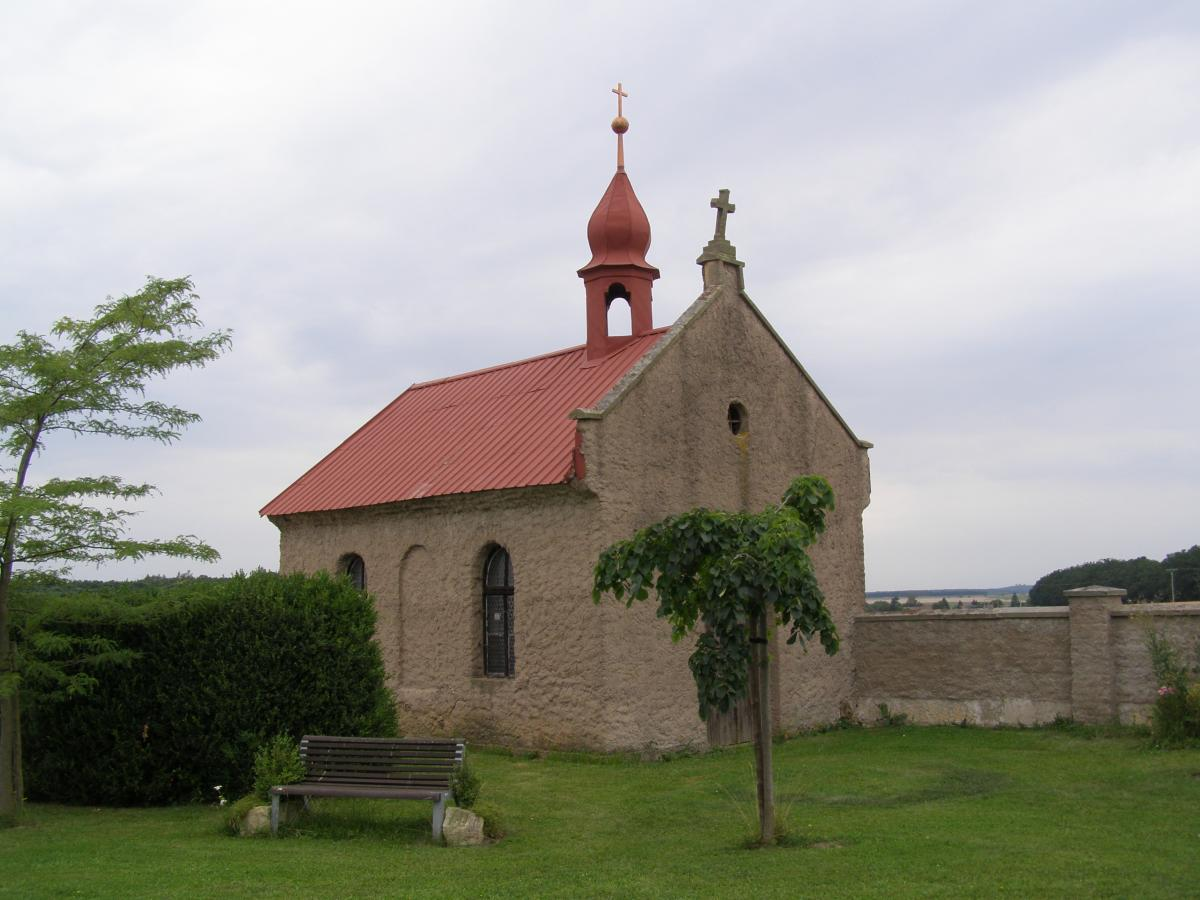
Chapelle à Sukorady.
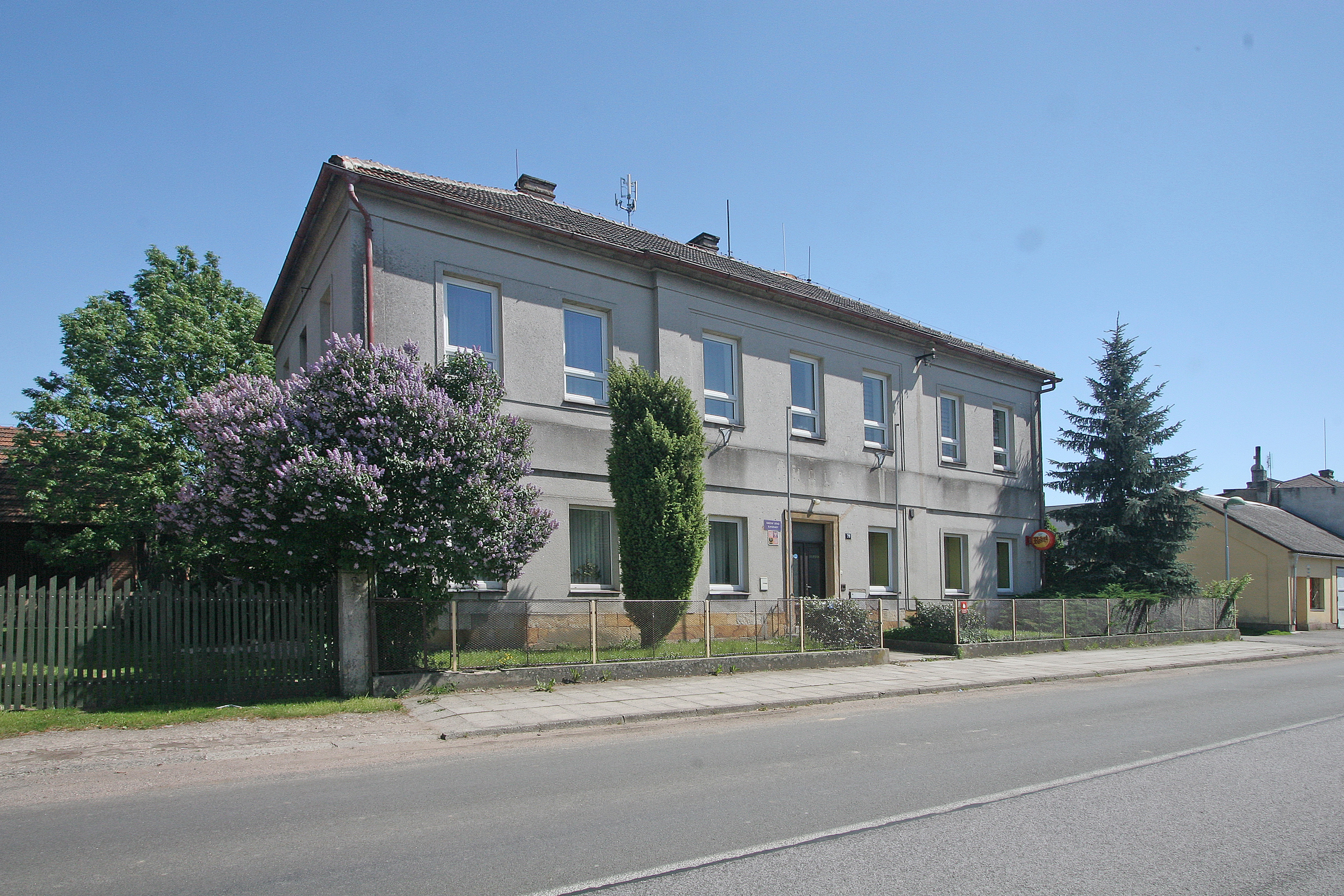
Sukorady : la mairie.

## Transports
Par la route, Lužany se trouve à 7 km de Hořice, à 26 km de Jičín, à 26 km de Hradec Králové et à 109 km de Prague. 